# Публий Корнелий Сципион Назика
Вижте пояснителната страница за други личности с името Публий Корнелий Сципион.
Публий Корнелий Сципион Назика (на латински: Publius Cornelius Scipio Nasica) e римски политик.
Син е на Гней Корнелий Сципион Калв. Той пренася през 204 пр.н.е. Magna Mater Кибела. През 197 пр.н.е. става едил, от 194 пр.н.е. e претор в Испания и побеждава лузитаните при Илипа. През 191 пр.н.е. Сципион е избран за консул заедно с Маний Ацилий Глабрион и подчинява боите.
През изборите на 189 пр.н.е. и 184 пр.н.е. не е избран за цензор. Той помага в основаването на град Аквилея през 181 пр.н.е.
Неговият син Публий Корнелий Сципион Назика Коркул e консул през 162 и 155 пр.н.е.